# Asenapin

Asenapin

Asenapin (Sycrest) är ett atypiskt antipsykotikum ursprungligen framtaget av företaget Organon, som i EU den 1 september 2010 godkändes för användning mot episoder av bipolär mani. I USA heter preparatet Saphris och är godkänt för användning mot akut mani och schizofreni. 
Preliminära data tyder på minimala antikolinerga och kardiovaskulära effekter, liksom minimal viktuppgång.

## Accepterande och godkännande
Asenapin (Saphris) fick sitt första godkännande genom FDA den 13 augusti 2009.

## Effektivitet
I en studie från 2013 som jämförde 15 antipsykotiska mediciners effektivitet vid behandling av schizofrena symtom, visade sig asenapin ha 13% mer effektivitet än lurasidon och iloperidon, ungefär samma effektivitet som ziprasidon och klorpromazin och 12-16% mindre effektiv än haloperidol, quetiapin och aripiprazol.
På grund av väldigt hög affinitet för 5-HT2C-, 5-HT6- och 5-HT7-receptorer, och hög affinitet för H1-receptorn, visade asenapin, under förutsättning av normal tolerabilitet, teoretiskt de högsta förbättringarna i den negativa symptologin av schizofreni bland alla nuvarande antipsykotika (augusti 2017), såsom hög kognitiv förbättring och bevarandet av positiv stämning.

## Farmakokinetik
Biotillgängligheten är 35 %.

## Verkningsmekanism
Asenapin har mycket aktivitet med serotonin egenskapen 5-HT6 (liksom Zyprexa och Klozapin). Även vid 5-HT7-receptorn har asenapin inverkan (Quetiapin har mycket vid 5-HT7 även Risperdal och Invega).
Bland dopaminet är det bland annat D2.

## Biverkningar
Mycket vanliga biverkningar är ångest och sömnighet, medan vanliga biverkningar är viktökning, ökad aptit, långsamma eller bestående muskelkontraktioner, rastlöshet, ofrivilliga muskelkontraktioner, långsamma rörelser och skakningar, dåsighet, yrsel, illamående, förändrad smak, domningskänsla i tungan eller i munnen, ökad saliv (dregling), muskelspändhet, trötthet samt ökning av leverproteinnivåer.

## Vikt
Upp till en tredjedel kan få metabola biverkningar.  Asenapin har risk för en del höjning av blodsocker.